# Зельква сицилийская
Дзе́льква сицили́йская (лат. Zelkōva sicūla) — вид рода Дзельква (Zelkova), эндемик Сицилии.

## Ботаническое описание
Дзельква сицилийская — листопадный кустарник или небольшое деревце 2—3 м высотой.
Листья овальные, 3—5 см длиной, 1—3 см шириной с коротким черешком (несколько миллиметров). Вид малоизучен.

## Распространение и среда обитания
Вид был обнаружен в 1991 году в Иблейских горах и классифицирован в 1992 году. Численность оценивается в 200—250 особей.

### Охранный статус
Критический. Наибольшую опасность представляют обитающие в горах козлы, которые объедают молодые побеги растений.